# Figàlia
Figàlia (grec antic: Φιγαλία) fou una antiga ciutat d'Arcàdia al sud-oest del país, pròxima a la frontera amb Messènia, a la riba dreta del Neda. Figàlia era la capital de la Figàlica, un dels divuit districtes d'Arcàdia. El nom original es va deformar amb el temps en Fiàlia, però el primer nom restava en ús encara en temps de Pausànies. Segons la tradició, el nom derivaria de Fígal, fill de Licàon, que la va fundar segons la llegenda, mentre Fíalos seria el nom d'un altre fill de Licàon que l'hauria refundada.
El 659 aC la ciutat es va haver de rendir a Esparta, però van recuperar la llibertat amb ajut d'un grup d'orestes que van morir en la lluita. La facció favorable als espartans fou expel·lida de la ciutat i es va apoderar d'una fortalesa propera, anomenada Herea, de la qual van fer incursions a Figàlia. En la guerra entre etolis i aqueus, Figàlia fou quarter general dels etolis, d'on van assolar Messènia fins que en foren expel·lits per Filip de Macedònia. Encara tenia certa importància quan la va visitar Pausànies.
Dos autors antics esmenten l'afició dels habitants de la ciutat al menjar i al beure. Correspon a la moderna Pávlitza.